# Arna Bontemps
Arnaud "Arna" Wendell Bontemps (Alexandria, Louisiana, 13 d'octubre de 1902 - 4 de juny de 1973), conegut literàriament com a Arna Bontemps, fou un escriptor, professor i bibliotecari afroamericà, associat al Harlem Renaissance.

## Biografia

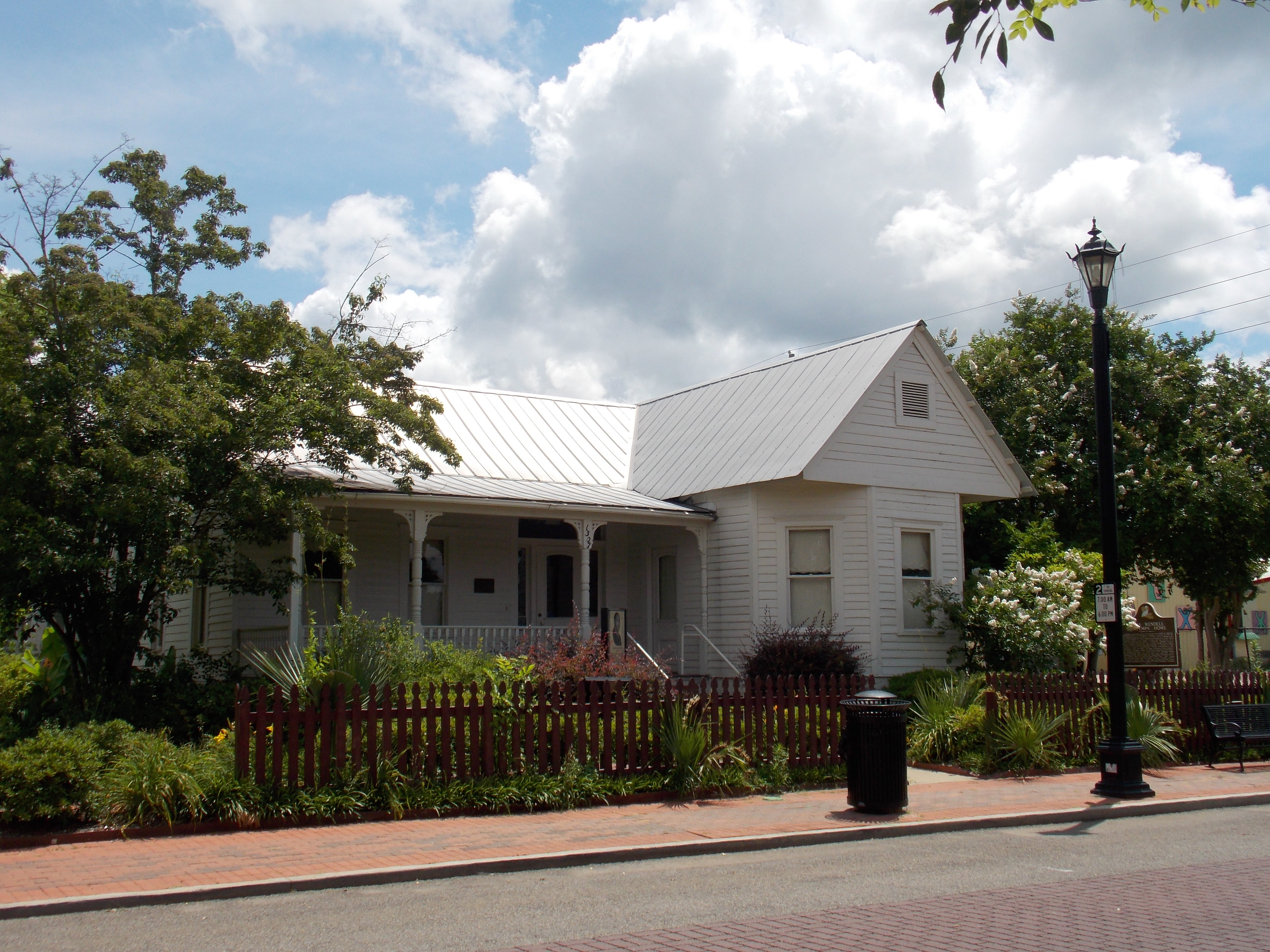
La casa d'Arna Bontemps en Alexandria, Louisiana.

### Infantesa i joventut
Arna Bontemps, fill d'un paleta i d'una mestra d'escola, va nàixer a Louisina el 13 d'octubre de 1902. No obstant, quan tenia tres anys, unes amenaces racistes van fer que la seua família emigrara a un barri de Los Angeles, moment en què aquesta es convertí a l'Església Adventista del Setè Dia. El jove Arna va haver d'encarar la mort de sa mare i les actituds assimilacionistes amb la lectura, fins que el 1923 es graduà en Arts al Pacific Union College. L'any següent es va traslladar a la ciutat de Nova York, on va obtenir feina com a professor en la Harlem Academy, tot just quan el moviment del Harlem Renaissance estava en el seu apogeu.

### Inicis literaris
L'estiu de 1924 inicià la seua carrera literària amb el poema «Hope» ', i el 1927 ja havia estat guardonat amb tres premis de poesia. A més, en aquests anys, es va casar amb Alberta Johnson i va fer amistat amb escriptors del Harlem Renaissance, entre els quals cal destacar a Countee Cullen, Zora Neale Hurston, W. E. B. Du Bois, Jean Toomer i, sobretot, a Langston Hughes. Una bona època, com Bontemps escriuria en el prefaci del seu únic poemari:
| « | Quin any aquell per a un negre, després d'eixir de casa per primera vegada! Amb vint-i-un anys, setze mesos sense tocar la universitat, ple d'esperançes daurades i somnis romàntics, deixava Los Angeles per treballar del que volia, per escoltar la música que m'agradava, per veure obres serioses i, si Déu volia, per ser escriptor. | » |

Malauradament, la crisi econòmica del 29, sumada a responsabilitats familiars i pressions editorials, va provocar que Bontemps abandonara la poesia per dedicar-se exclusivament a la docència i a la prosa.
El 1931 va publicar la seua primera obra de ficció, God Sends Sunday, abans de traslladar-se a Alabama per fer classe a l'Oakwood Junior College. Allí guanyà un premi pel seu conte A Summer Tragedy (1932) i va començar a escriure literatura infantil i juvenil, de la mà del seu amic Langston Hughes (Popo and Fifina: Children of Haiti). Tanmateix, l'entorn conservador de la seua universitat van forçar Arna Bontemps a prendre una opció: deixar de banda la seua militància racial o abandonar l'acadèmia. L'ordre de fer cremar la seua col·lecció de llibres fou el desencadenant de la seua eixida, el 1934, cap a Califòrnia, tal com havia fet son pare.

### Black ThunderiDrums at Dusk
Seria en la casa d'infància on l'escriptor acabaria la seua obra més famosa i refinada, Black Thunder (1936). Un relat de reminiscències històriques en que un jove anomenat Gabriel Prosser lidera una revolta d'esclaus en les terres de Virgínia. L'obra va ser ben rebuda per la crítica, però els ingressos per drets d'autor no ho foren tant com per mantindre el nivell de vida de Chicago. D'aquesta manera, Bontemps va haver de conciliar la feina d'escriptor amb la de professor i editor de l'Associació d'Escriptors d'Illinois (allí va conéixer Jack Conroy, amb qui s'iniciaria en la literatura infantil i juvenil). La relativa calma va desaparéixer quan, el 1939, va publicar Drums at Dusk, una narració basada en la revolució haitiana que encapçalava Toussaint L'Ouverture. Encara que fou el seu llibre més recenssat, la crítica es va dividir i Arna Bontemps va deixar d'escriure novel·la per a adults durant un llarg període.

### Bibliotecari

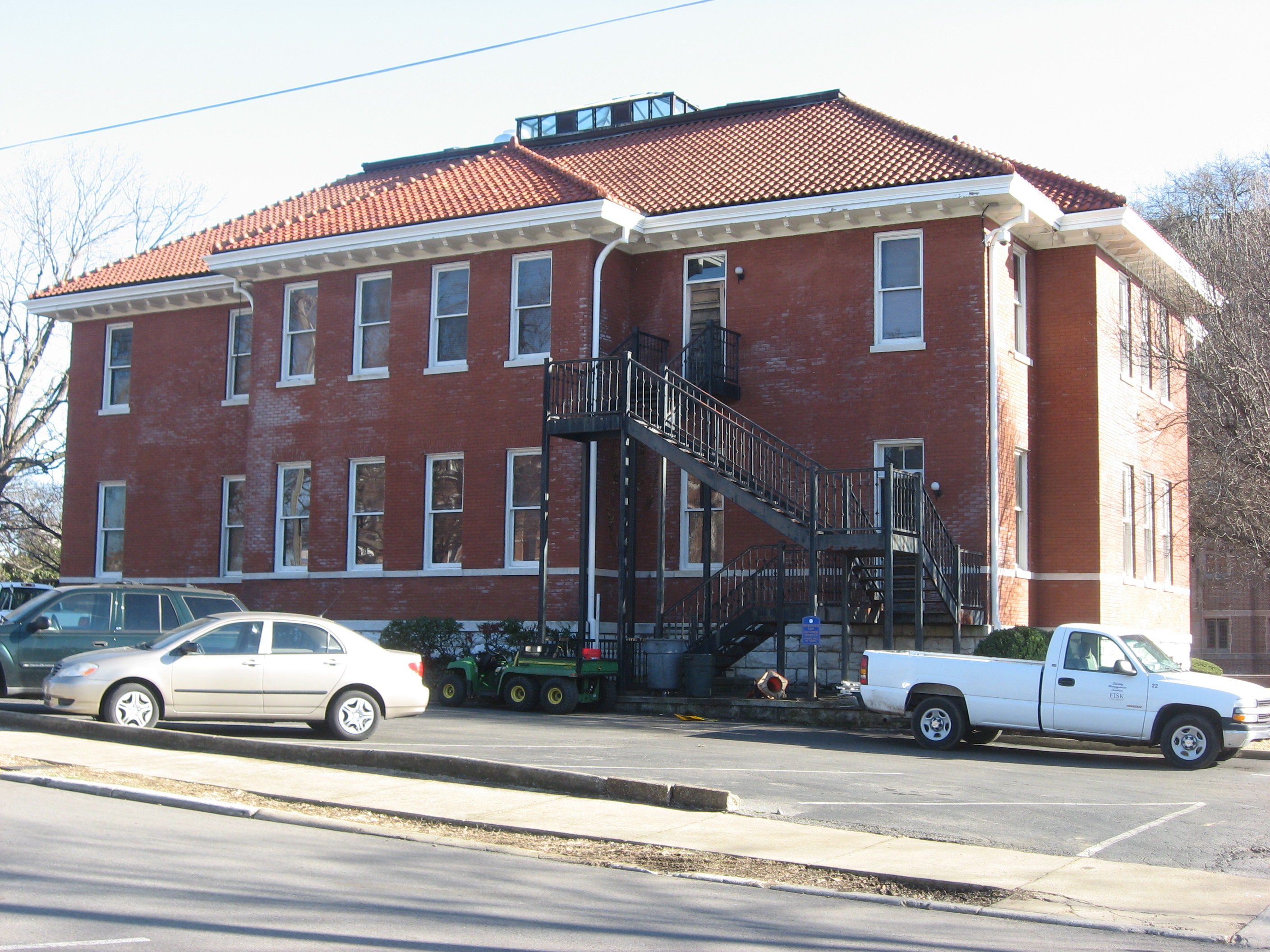
Biblioteca de la Fisk University.

El 1943 es graduaria en biblioteconomia per la Universitat de Chicago i, poc temps després, seria nomenat bibliotecari en cap de la Fisk University. Allí, a més de cuidar la col·lecció James Weldon Johnson, la seua amistat amb Langston Hughes ajudà a crear la secció Langston Hughes Renaissance Collection, destinada a preservar els documents del Harlem Renaissance, entre d'altres. Aquest recopilatori de llibres, sumat a una extensa edició d'antologies, biografies i estudis sociohistòrics, va fer d'Arna Bontemps, a més d'escriptor consolidat, un protector de les fonts documentals afroamericanes.
D'entre l'extensa edició de llibres que va dur a terme durant els anys de bibiliotecari, cal destacar-ne unes quantes: They Seek a City (1945), un estudi sobre l'emigració negra a Chicago; The Story of the Negro (1948), guanyadora del Jane Addams Children's Book Award; The Poetry of the Negro (1949), una selecció de poesia des de 1746; George Washington Carver (1950), biografia sobre el científic homònim; i The Book of Negro Folklore (1959), una col·lecció de faules, històries de terror i cançons africanes. Tanmateix, durant eixos anys l'escriptor afroamericà no deixaria de banda la seua gran afició: escriure contes per a xiquets, com ara bé Sam Patch (1951) o Lonesome Boy (1955).

### Últims anys
El 1964 es va jubilar, i aprofità el temps lliure per recopilar gran part de la seua obra poètica i narrativa (Personals i The Old South), així com per donar la seua visió sobre el moviment que visqué, el Harlem Renaissance (The Harlem Renaissance Remembered):
| « | Jo, com qualsevol altri, tractant de definir l'esperit i de cercar les bases filosòfiques d'aquell moviment de lletres daurades, he de preguntar-me: fou aquella època tan especial, com recorde amb melangia —sols era aquella flor de joventut la que es va esgarriar o era alguna cosa més essencial, més eterna? | » |

No obstant, i ja al final de la seua vida, Arna Bontemps tampoc va obtenir el reconeixement social que se li havia negat durant anys. Tal vegada, les circumstàncies li van impedir destacar en cap àmbit literari, però això no és causa per aombrar a l'artista i protector del llegat afroameric que va morir d'un atac al cor el 4 de juny de 1973, mentre escrivia la seua autobiografia. Va deixar-nos fent allò que més li agradava: escriure.

## Obres
Poesia
- Personals (1963)

Narrativa
- Chariot in the Cloud (1929)
- God Sends Sunday: A Novel (1931)
- A Summer Tragedy (1932)
- Black Thunder: Gabriel's Revolt: Virginia 1800 (1936)
- Drums at Dusk: A Novel (1939)
- The Old South: "A Summer Tragedy" and Other Stories of the Thirties (1973)

Literatura Infantil i Juvenil
- Popo and Fifina, Children of Haiti, amb Langston Hughes (1932)
- You Can't Pet a Possum (1934)
- Sad-Faced Boy (1937)
- The Fast Sooner Hound, amb Jack Conroy (1942)
- Slappy Hooper, amb Jack Conroy (1946)
- Sam Patch (1951)
- Lonesome Boy (1955)
- Mr. Kelso’s Lion (1970)
- Bubber goes to Heaven (1998)

Antologies
- Golden Slippers: an Anthology of Negro Poetry for Young Readers (1941)
- The Poetry of the Negro, 1746–1949: an anthology, amb Langston Hughes (1949)
- The Book of Negro Folklore, amb Langston Hughes (1959)
- American Negro Poetry, amb Langston Hughes (1963)
- Hold Fast to Dreams: Poems Old and New Selected by Arna Bontemps (1969)
- Great Slave Narratives (1969)
- The Harlem Renaissance Remembered: Essays, Edited, With a Memoir (1972)

Història i Sociologia
- They Seek a City, amb Jack Conroy (1945)
- The Story of the Negro (1948)
- Chariot in the Sky: a Story of the Jubilee Singers (1951)
- 100 Years of Negro Freedom (1961)
- Famous Negro Athletes (1964)
- Anyplace But Here, revisió de They Seek a City (1966)

Biografia
- Father of the Blues: an Autobiography, W.C. Handy (1941)

- We Have Tomorrow (1945)

- George Washington Carver (1950)
- Free at Last: the Life of Frederick Douglass (1971)
- Young Booker: Booker T. Washington's Early Days (1972)